# Duff Beer
La Duff Beer è una marca fittizia di birra presente nella serie animata I Simpson. Inizialmente presente forse come parodia delle birre americane di massa, di qualità non elevata, economiche e fortemente pubblicizzate. Si nota una certa ispirazione al marchio americano "Bud". È la bevanda preferita del protagonista della serie, Homer Simpson.
Ironicamente, nonostante sia nata come satira delle multinazionali americane, alla fine degli anni '90, col sempre maggior successo commerciale della serie TV, diverse marche di birra iniziarono a produrre birre che ricordassero la Duff Beer. Alcune di esse, pur avendo avuto un certo successo, hanno avuto o hanno tuttora diatribe legali in corso sul copyright del nome in quanto Matt Groening, creatore dei Simpson, si è sempre rifiutato di concedere i diritti per creare la birra Duff al fine di evitare di invogliare un pubblico minorenne a bere (così come avvenne per le sigarette Laramie, altro brand fittizio presente nella serie).

## Sottomarche
In numerosi episodi della serie, vengono presentate diverse birre caratterizzate dal marchio Duff:
- Duff Hilary
- Duff Lite
- Duff Dry
- Duff Dark
- Lady Duff
- Tartar Control Duff
- Henry K. Duff's Private Reserve
- Duff Blue (slogan: "Tap into the peppermint glacier")
- Duff Stout ("la birra che ha reso famosa l'Irlanda", secondo Duffman)
- Duff Zero (analcolica)
- Duff Extra Cold
- Duff al lampone (raspberry)
- Duff baffo grigio
- Düff (finta birra svedese spacciata da Boe)

Quando Homer partecipa a un tour del birrificio Duff, viene rivelato che le prime tre varietà di birra elencate provengono dalla stessa produzione della Duff regolare. In un altro episodio (Springfield Files), si scopre anche che l'ingrediente principale della concorrente Birra Zecca rossa sono i cani che vengono fatti nuotare in branchi nelle vasche di birra (memorabile il degustatore "Mmm... ancora un po' di cane").
La Duff Zero, varietà analcolica, è invece prodotta durante il periodo proibizionista a Springfield, sostenendo che la gente beveva la birra Duff per il suo sapore robusto piuttosto che per il contenuto alcolico, ma tale scelta portò la compagnia alla bancarotta in trenta minuti.
In aggiunta, la Düff venne creata nell'episodio in cui il barista Boe disegna un umlaut su una bottiglia di Duff per convincere Homer che si tratta di birra svedese di importazione.
La Fudd è un'altra variante parodica della Duff che Homer compra ad un bar di campagna (d'ispirazione texana) lontano miglia e miglia da Springfield. Homer diventa subito un fan della Fudd e la richiede al bar di Boe che rimase sconcertato citando inoltre il motivo della scomparsa dal mercato: "l'hanno tolta dal mercato dopo che quel gruppo di zoticoni divenne cieco".

## Birre Duff reali
In seguito al successo della serie, nella realtà vennero prodotte almeno tre marche di birra di nome Duff.

### Australia
La prima venne prodotta verso la fine degli anni novanta dal birrificio australiano Lion Nathan, che iniziò a produrre una birra chiamata appunto "Duff Beer". La 20th Century Fox fece causa al produttore di speculare commercialmente sul nome del brand presente nella serie ordinando che venisse ritirata dal mercato e distrutta. Ad oggi, le confezioni di Duff sono divenute oggetto da collezione raggiungendo anche decine di migliaia di dollari al pezzo.

### Nuova Zelanda
In Nuova Zelanda un birrificio di Dunedin di proprietà di Gavin Duff e Graham Jenkins produceva una birra chiamata così già precedentemente la trasmissione dei Simpson ma decise di cambiare nome da Duff Brewery a MacDuffs dopo una causa intentata dalla Fox poco dopo la registrazione del marchio nel 1997.

### Cile
In Cile la polizia sequestrò oltre 60 000 bottiglie di una birra ispirata alla Duff prodotta nella cittadina di Linares in seguito ad una denuncia per violazione della proprietà intellettuale mossa dalla 20th Century Fox nel marzo 2013. A causa di questo episodio la Fox nel 2016 annunciò la possibilità di essere disposta ad iniziare delle trattative per ufficializzare il marchio Duff in Cile, con l'intenzione di espanderlo in tutta l'America Latina e poi in Europa, in quanto ufficializzando il brand come reale la Fox otterrebbe restrizioni più forti sul copyright del prodotto che in qualità di prodotto fittizio.

### Messico
Nel 2006 il commerciante messicano Rodrigo Contreras di Guadalajara ha registrato il trademark DuffDeMexico.com con l'intenzione di commercializzare la birra Duff in Sudamerica riproducendo persino la bottiglia con lo stesso design e logo di quello presente nella serie animata. Il caso suscitò un certo  quando si scoprì che per la legge messicana sulla proprietà intellettuale era perfettamente legittimo per Contreras registrare un marchio chiamato Duff in quanto non esistente in Messico. Da quello stesso anno non si hanno più notizie del marchio.

### Germania
In Germania, l'Eschweger Klosterbrauerei, birrificio di Hessen, ha prodotto una birra ispirata alla Duff chiamata Duff Beer UG secondo le regole Reinheitsgebot ottenendo distribuzione in alcuni stati europei. Il prodotto ottenne una diffida da parte della Fox concedendo il logo solo a patto che venisse utilizzato esclusivamente su prodotti che non fossero birra. Nel 2014 il marchio registrato della Duff Beer UG venne ceduto alla Fox. Dall'estate 2008 tale birra venne commercializzata anche in Italia. La Duff commercializzata in Europa veniva prodotta in Belgio dalla birreria Haacht, mentre dal gennaio 2009 la produzione è stata spostata in Svizzera.

### Francia
Seppur con non molto successo la Duff Beer UG venne distribuita anche in Francia dal 2011. Ma siccome in Francia vi è una legge particolarmente restrittiva sul product placement di alcol nei programmi televisivi, le puntate dei Simpson sono trasmesse col logo della birra Duff oscurato e Duffman è stato ribattezzato "Uffman".

### Inghilterra
Il birrificio Delaside di Harrogate, New Yorkshire in Inghilterra produce ancora oggi una birra chiamata Duff, distribuendola limitatamente all'interno del Regno Unito. Ad oggi il Delaside Brewery rimane l'unico che può produrre e distribuire la Duff Beer. Il prodotto non può essere legalmente contestato in quanto "Duff" in gaelico significa scuro e né la bottiglia né il logo richiamano quello della birra omonima presente nella serie animata.

### Stati Uniti
Negli Stati Uniti non si può né vendere né acquistare nessuna birra chiamata Duff in quanto i diritti del marchio sono di proprietà esclusiva della Fox e per esplicita volontà di Matt Groening. Negli Stati Uniti è però in commercio un energy drink ispirato dalla lattina della birra Duff de I Simpson, ovvero il The Simpsons Duff Beer Energy Drink.